# Gäddtjärnen (Färnebo socken, Värmland)
Gäddtjärnen är en sjö i Filipstads kommun i Värmland och ingår i Göta älvs huvudavrinningsområde.